# 聖加西彌祿
聖加西彌祿·雅蓋隆（波蘭語：Kazimierz，1458年10月3日—1484年3月4日）是波兰王国及立陶宛大公国王子，波兰国王卡齐米日四世·雅盖隆契克与哈布斯堡的伊丽莎白第二子，扬·德乌戈什的学生，1471年其兄乌拉斯洛当选为波西米亚国王后，卡齊米日成为王位继承人，曾为乌拉斯洛的匈牙利国王王位而战，未能取胜。卡齊米日虔诚信奉上帝，对待病人和穷人十分慷慨，25岁病死，被葬于维尔纽斯主教座堂。1521年被教宗封圣。